# Günther Wildenhain

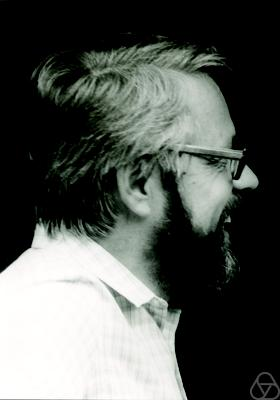
Günther Wildenhain 1984 in Oberwolfach

Günther Wildenhain (* 9. Oktober 1937 in Beerwalde; † 7. März 2021 in Rostock) war ein deutscher Mathematiker.

## Werdegang
Wildenhain studierte Mathematik an der TU Dresden, wo er 1964 bei Gottfried Anger promoviert wurde (Anwendung von Räumen stetig differenzierbarer Funktionen für potentialtheoretische Betrachtungen bei einigen Typen linearer elliptischer Differentialgleichungen) und sich 1968 habilitierte. Danach war er an der Akademie der Wissenschaften in Berlin. 1971 wurde er Dozent und 1973 ordentlicher Professor für Analysis an der Universität Rostock, wo er 1996 Dekan der Mathematisch-Naturwissenschaftlichen Fakultät und 1998 bis 2002 Rektor wurde. 1991 bis 1993 war er Abteilungsleiter für Wissenschaft und Forschung im Kultusministerium von Mecklenburg-Vorpommern, wo er außerdem seit 1994 Landesvorsitzender des Deutschen Hochschulverbandes war.
Er befasste sich mit partiellen Differentialgleichungen, Potentialtheorie und Approximationstheorie.
2004 und 2005 war er Präsident der Deutschen Mathematiker-Vereinigung, in deren Präsidium er seit 1994 war. 2019 erhielt er den Verdienstorden der Bundesrepublik Deutschland.

## Schriften
- Potentialtheorie linearer elliptischer Differentialgleichungen beliebiger Ordnung. Akademie Verlag, Berlin 1968.
- mit Jürgen Roßmann, Peter Takac (Hrsg.): On Mazya’s work in functional analysis, partial differential equations, and applications. Birkhäuser 1999, ISBN 3-0348-9726-X.